# ITunes Festival: London 2010 (Paloma Faith)
iTunes Festival: London 2010 è un EP della cantante britannica Paloma Faith, pubblicato il 7 luglio 2010.

## Tracce
1. Stone Cold Sober (Live) – 3:35
2. Broken Doll (Live) – 4:02
3. Smoke & Mirrors (Live) – 3:26
4. At Last (Live) – 5:07
5. Upside Down (Live) – 6:13
6. New York (Live) – 4:33